# Завод за уџбенике и наставна средства Источно Ново Сарајево
Завод за уџбенике и наставна средства Источно Ново Сарајево је јавно предузеће чија је основна дјелатност припремање и издавање уџбеника и других наставних средстава, издавање публикација којима се обезбјеђују неопходне информације од значаја за остваривање наставних планова и програма и издавање свих врста прописаних школских образаца.

## Историјат
Током 1992. године, формира се велики број институција Републике Српске, између осталог и данашње Јавно предузеће "Завод за уџбенике и наставна средства", које је основано Одлуком Владе Републике Српске 4. септембра 1992. године под називом Републички издавачки завод "Просвјета" Сарајево. Завод је имао сједиште на Илиџи. Под овим именом завод је егзистирао до 29. септембра 1994. године, када мијења назив у Јавно предузеће "Завод за уџбенике и наставна средства Сарајево". Током 2007. године усклађујући се са Законом о јавним предузећима и Законом о класификацији дјелатности, завод је поново промијенио име и организациони облик, те је у регистру уписан под данашњим именом, Јавно предузеће "Завод за уџбенике и наставна средства" а. д. Источно Ново Сарајево.
Од оснивања до данас, завод је промијенио више локација, прве просторије у којима се налазио завод су биле на Илиџи, а након ратних дешавања Завод је премјештен у Бијељину, да би коначно добио своје просторије на територији Источног Сарајева, гдје се и данас налази. Сједиште завода је у Источном Новом Сарајеву, на адреси Николе Тесле 58.
Завод за уџбенике и наставна средства Источно Ново Сарајево је највећи издавач у Републици Српској.

## Златна сова
Током 2013. године Завод за уџбенике и наставна средства, је први пут организовао додјељивање књижевне награде "Златна сова", која се додјељује за најбољи необјављени роман. Књижевна награда "Златна сова" установљена је с циљем да допринесе културном развоју Републике Српске и да помогне издавање романа лијепе књижевности, а конкурс омогућава ауторима да равноправно конкуришу за ову награду. Конкурс се понавља сваке године, гдје Завод додјељује три награде, а у случају да ни један од награђених романа, није из Републике Српске, додјељује се и четврта награда.